# La Fama
Singles par Rosalía
Linda
(2021) Saoko
(2022)
Singles par The Weeknd
One Right Now
(2021) Tears in the Club
(2021)
La Fama est une chanson de la chanteuse espagnole Rosalía en duo avec le chanteur canadien The Weeknd, sortie le 11 novembre 2021 sous le label Columbia Records et apparaissant sur l'album Motomami de la chanteuse espagnole.

## Contexte
Le 8 novembre 2021, de multiples publicités sont repérées à Buenos Aires, révélant que le nom est « La Fama ». Il est également annoncé que la chanson est en duo avec le chanteur The Weeknd et que la sortie est prévue pour le 11 novembre. Dans la même journée, Rosalía dévoile la bande-annonce du clip de la chanson,. Il s'agit de la deuxième collaboration entre les deux artistes, après le remix du single Blinding Lights en 2019,.

## Clip
Le clip est réalisé par Director X et est diffusé le 11 novembre, en même temps que la sortie du single,. La vidéo comprend une apparition de l'acteur Danny Trejo, s'inspirant fortement du film d'horreur Une nuit en enfer datant de 1996.
Dans la vidéo, Rosalía, présentée par Trejo, se produit dans une boîte de nuit faiblement éclairée sous le nom de La Fama. Elle se promène dans la foule jusqu'à ce qu'elle remarque que The Weeknd, assis seul, regarde sa prestation. Elle le séduit sur la scène, où ils s'embrassent avant qu'elle ne le poignarde avec un couteau. Elle continue sa performance tandis que le chanteur périt. Le public applaudit avec enthousiasme tandis que l'on entend Trejo, hors champ, dire « Faites attention à ce que vous souhaitez ».

## Certifications
| Pays    | Certifications | Ventes  | Références        |
| ------- | -------------- | ------- | ----------------- |
| Espagne | 2 × Platine    | 120 000 | [réf. nécessaire] |
| France  | Diamant        | 100 000 | [ 6 ]             |